# The Simple Life
《The Simple Life》是香港已故歌手蔡齡齡第二張專輯，在1990年5月推出，當中主打歌《人生嘉年華》反應不俗，另一主打《細水長流》初時反應並不理想，但後來卻在1991年時因在商業二台創作人音樂會演繹後獲得高度評價，而成為了她的經典作品 。

## 曲目
| 曲序 | 曲名         | 曲                             | 詞     | 編曲           | 附註                                                                                                |
| 01   | 解脱         | 馮鏡輝                         | 潘偉源 | 馮鏡輝         | 第二主打                                                                                            |
| 02   | 人生嘉年華   | Gonzalo Hermosa Ulises Hermosa | 林振強 | 林鑛培         | 第一主打 改編自玻利維亞歌曲《Llorando se fue》 同曲曲目：曾志偉《勝出是時候》（90世界盃亞視主題曲） |
| 03   | 驚醒又一晚   | 陳光榮                         | 周禮茂 | 陳光榮         | |
| 04   | 流失的情     | 盧東尼                         | 張景謙 | 盧東尼         | |
| 05   | 紅顏知己     | 張哲                           | 劉卓輝 | 袁卓繁         | 國語原曲為潘美辰《我不在乎》                                                                        |
| 06   | 細水長流     | M. Alejandro M. Beigbeder      | 林振強 | 袁卓繁         | 第四主打 改編自西班牙歌曲《Lo Mejor de Tu Vida》                                                    |
| 07   | 花光它       | 倫永亮                         | 周禮茂 | 倫永亮         | 第三主打                                                                                            |
| 08   | 今天以前     | 曾路得                         | 周禮茂 | 盧東尼         | |
| 09   | 要記住       | 李正帆                         | 蔡齡齡 | 林鑛培         | 國語原曲為陳淑樺《我可以》                                                                          |
| 10   | 留不住的故事 | Anri                           | 曾錦程 | Roel A. Garcia | |

## 唱片版本
- LP版
- 錄音帶版
- CD版